# Objat
Objat (okzitanisch Ajac) ist eine französische Gemeinde mit 3.737 Einwohnern (Stand: 1. Januar 2022) im Département Corrèze in der Region Nouvelle-Aquitaine. Objat gehört zum Arrondissement Brive-la-Gaillarde und zum Kanton L’Yssandonnais. Die Gemeinde ist Mitglied des Gemeindeverbandes Communauté d’agglomération du Bassin de Brive. Die Einwohner werden Objatoi(es) genannt.

## Geografie
Die Gemeinde liegt im Zentralmassiv etwa 15 Kilometer nordwestlich von Brive-la-Gaillarde am Fluss Loyre, in den hier der Zufluss Roseix einmündet. An der westlichen Gemeindegrenze verläuft das Flüsschen Ruisseau du Mayne und mündet dort in den Roseix. Umgeben wird Objat von den Nachbargemeinden Saint-Solve im Norden, Voutezac im Nordosten, Allassac im Südosten, Saint-Aulaire im Südwesten,  Vars-sur-Roseix im Westen und Saint-Cyr-la-Roche im Nordwesten.
Durch die Gemeinde führt die frühere Route nationale 701 (heutige D901).

## Wappen
Beschreibung: In Silber drei rote Balken und eine rechte obere silberne Vierung mit einem roten Roch.

## Einwohnerentwicklung
| Jahr      | 1962 | 1968 | 1975 | 1982 | 1990 | 1999 | 2006 | 2011 |
| Einwohner | 2455 | 2701 | 3077 | 3211 | 3163 | 3372 | 3400 | 3582 |

## Sehenswürdigkeiten
- Kirche Saint-Barthélemy aus dem 15. Jahrhundert mit Glockenturm aus dem 19. Jahrhundert

## Regelmäßige Veranstaltungen
Zur Erinnerung an die Vergangenheit als Erbsenanbaugebiet findet jährlich am letzten Wochenende im Mai die Fête des Petits Pois statt.

## Persönlichkeiten
- Eugène Freyssinet (1879–1962), Ingenieur (Erfinder des Spannbetons)
- Max Mamers (* 1943), Rennfahrer

## Gemeindepartnerschaften
Mit der deutschen Gemeinde Heilsbronn in Mittelfranken (Bayern) besteht eine Partnerschaft.